# Timothy Kitum
Timothy Kitum (Kenia, 20 de noviembre de 1994) es un atleta keniano, especializado en la prueba de 800 m en la que llegó a ser medallista de bronce olímpico en 2012. Está casado con la atleta Faith Kipyegon.

## Carrera deportiva
En los JJ. OO. de Londres 2012 ganó la medalla de bronce en los 800 metros, con un tiempo de 1:42.53 segundos, llegando a meta tras su compatriota el también keniano David Rudisha y el botsuano Nijel Amos.